# Конрад III фон Лайхлинг
Конрад III фон Лайхлинг (на немски: Konrad III von Laichling; † 23 април 1204) е 25. епископ на Регенсбург от 1186 до 1204 г.

## Биография
През 1186 г. Конрад III е избран за епископ на Регенсбург след епископ Готфрид фон Шпитценберг († 1190), който става епископ на Вюрцбург.
През 1189 г. Конрад III тръгва в третия кръстоносен поход, от който се връща през 1191 г. През 1197 г. той отново участва в кръстоносния поход на император Хайнрих VI († 28 септември 1197). След смъртта на императора той се връща и помага на кандидата за трона Филип Швабски.
Конрад III има конфликт с баварския херцог Лудвиг Келхаймерски, в който манастирът с църковните му имоти са тежко разрушени.